# Soera Het Geslacht van Imraan
Soera Het geslacht van Imraan is de derde soera (hoofdstuk) uit de Koran.
Volgens deze soera heeft God het geslacht van Imraan uitverkoren boven alle mensen. Ayat 42-64 hebben betrekking op Isa.

## Bijzonderheden
Imraan (Amram) is volgens de Bijbel de vader van Musa, in de Koran wordt Imraan genoemd als vader van Maryam; vanwege een tijdsverschil van 1500 jaar kan de vrouw van Imraan (de vader van Musa) echter niet de moeder van Maryam (de moeder van Isa) zijn.
Aya 144 werd gereciteerd door Aboe Bakr, nadat Mohammed was overleden en de oemma dit niet kon geloven: En Mohammed is slechts een boodschapper. Waarlijk, alle boodschappers vóór hem zijn heengegaan. Zult gij u dan op de hielen omkeren als hij sterft of gedood wordt?...
Verschillende gebeurtenissen die zijn beschreven in deze soera hebben betrekking op de Slag bij Uhud.

## Inhoud
Ayat 39-41 gaan over de geboorte van Yahya (Johannes de Doper). Deze geboorte wordt als een wonder gezien vanwege de hoge leeftijd van de ouders. Als teken van dit wonder kan zijn vader, Zakariya (Zacharias), drie dagen niet spreken.
Ayat 42-51 gaan over de annunciatie van de maagdelijke geboorte van Isa (Jezus). Van hem wordt verteld dat hij als teken een vogel uit klei zal maken en deze tot leven zal wekken, zoals ook beschreven in Soera De Tafel. Iets dergelijks valt te lezen in het Kindheidsevangelie van Thomas. Daarnaast zal hij uit de wieg spreken zoals een volwassene. Er wordt ook verteld dat hij de blinden en melaatsen zal genezen en de doden zal doen opstaan.
Volgens aya 123-125 kregen de moslims tijdens de Slag bij Badr ondersteuning van engelen.
In ayat 130 wordt riba veroordeeld.